# Tofig Ahmadov
Tofig Jahangir ogla Ahmadov fue un ingeniero y político azerbaiyano quién se desempeñó varios cargos en la entonces República Socialista Soviética de Azerbaiyán como Ministro de Construcción Rural de la (1966-1971) y presidente del Comité Estatal de Construcción y Asuntos Arquitectónicos (1960-1962).

## Biografía
Nació en Bakú (según otra fuente, en el actual distrito de Salyan) en una familia de sirvientes. En 1948, se graduó de la Universidad Estatal del petróleo e industria de Azerbaiyán. Después fue capataz, jefe de obra, ingeniero, ingeniero jefe y director del fideicomiso de Dashkasan. 
De 1958 a 1960, Ahmadov trabajó como ingeniero jefe y subdirector del Departamento de Construcción del Consejo Económico Nacional de la entonces República Socialista Soviética de Azerbaiyán. Entre 1960 y 1962, fue presidente del Comité Estatal de Construcción y Asuntos Arquitectónicos del Consejo de Ministros y a partir de 1962, primer viceministro de construcción. Entre 1965 y 1971, fue ministro de Construcción Rural y posteriormente vicepresidente del Comité Estatal de Planificación. Durante sus últimos 15 años de vida, trabajó como director del fideicomiso "Uzvitekhtikinti" del Ministerio de Construcción, del fideicomiso "Azerkommuntemirtikinti" del Ministerio de Vivienda y Economía Comunitaria, y fue vicepresidente de la Comisión de Planificación Urbana de Bakú del comité ejecutivo del Consejo de Diputados del Pueblo de la ciudad de Bakú.
Ahmadov fue miembro del Partido Comunista de la Unión Soviética desde 1954. Fue elegido miembro del Comité Central en el 25.º Congreso del Partido Comunista de Azerbaiyán y candidato a miembro del Comité Central en los 27.º y 28.º congresos. Fue elegido diputado del Sóviet Supremo de la República Socialista Soviética de Azerbaiyán en la sexta y séptima convocatoria. Fue condecorado con las órdenes de la Orden de la Bandera Roja del Trabajo y la Insignia de Honor, así como con medallas de la URSS. En 1962, se le concedió el título honorífico de "Ingeniero Honorario de la República Socialista Soviética de Azerbaiyán".
Tofig Ahmadov murió en junio de 1990. Está enterrado en el Segundo Callejón de Honor, un cementerio de Bakú.